# Ninja Resurrection
Ninja Resurrection, originalmente llamado en Japón Makai Tenshō: Jigoku-hen (魔界転生地獄編?  lit. Resurrección demoníaca: Retrato del infierno) es una miniserie de anime formada por dos OVAs dirigidas por Yasunori Urata, producidas por Phoenix Animation y Amuse Video, lanzadas entre los años 1997 y 1998. Estaba programado para que sean cuatro OVAs, pero solamente se produjeron dos debido a problemas en el personal.
Los OVAs están basados en la novela Makai Tenshō de Futaro Yamada. Aunque está basado en el mismo material de origen y con un estilo similar, Ninja Resurrection no es una secuela de la película de anime Ninja Scroll.

## Argumento
Hacia el año 1600, el clan Tokugawa ha prohibido la práctica del cristianismo en Japón, temiendo una posible invasión cultural. Esta práctica desde entonces fue llevada en secreto liderada por el hijo de Dios, Amakusa Shirō. Su muerte es el objetivo de los Tokugawa, quienes envían al ninja Jubei Yagyu para asesinarlo. Pero según cuenta una leyenda, si alguien se interpone en el camino del hijo de Dios, reencarnará como Satanás para la destrucción total.

## Difusión
- En Estados Unidos, la miniserie fue licenciada por ADV Films, quien decidió distribuirla con el nombre de Ninja Resurrection en 1998. Este cambio causó una ola de confusión entre los fanes del anime. En primer lugar, el proyecto tuvo problemas en el personal de producción y nunca se terminó después de que se completaron dos episodios. En segundo lugar y más importante, la mayoría de los espectadores consideraron que se intentó hacer creer que se trataba de una secuela de Ninja Scroll, ya que ambos títulos presentan un personaje principal llamado Jubei, diseños y el estilo de animación similares e incluso al logotipo del título se le dio un diseño similar. Los críticos vieron esto como un intento de ADV Films de sacar provecho de la popularidad de Ninja Scroll. Pese a esto, Ninja Resurrection vendió bien en DVD, presentando una historia interesante y desarrollo de personajes, acción violenta de terror, gore y episodios melodramáticos.

- En América Latina, Ninja Resurrection fue estrenado por el canal Locomotion en el año 2001, que también emitió para su señal de Iberia (España y Portugal).[3] También fue distribuido en DVD por Videomax en México, con doblaje realizado en el mismo país bajo el nombre "Ninja Resurrection: La Película". Si bien existe doblaje en español neutro, Locomotion lo exhibió subtitulado.